# 春木のり
春木　のり（はるき のり、10月24日 - ）は、日本の元女性声優。千葉県出身。元リマックス所属。喉の不調により2019年12月を以て声優業を引退することをTwitterにて発表した

## 出演
太字はメインキャラクター。

### ゲーム
- モンスターストライク（ヴィクトリー）
- ファイトリーグ（常夏実演師範代 カアラ）
- コード・オブ・ジョーカーＥＣＨOES（轟戦機ヴァルドライバー）
- 18～ キミトツナガルパズル（Hare☆Ruko）
- 封印勇者！マイン島と空の迷宮
- 爆走！モンスターダッシュ
- ロストストーンズ（ゼフィーニャ）